# Tĩnh tần Lý thị
Ôn Hi Tĩnh Tần họ Lý (tiếng Hàn: 온희정빈이씨/ 溫僖靖嬪李氏, 1694 - 15 tháng 11, 1721), còn gọi với cung hiệu Diên Hỗ Cung (延祜宮), là một Hậu cung tần ngự của Triều Tiên Anh Tổ, sinh mẫu của Hiếu Chương Thế tử Lý Hưng (孝章世子).

## Cuộc đời
Lý Tĩnh tần bản quán ở Hàm Dương, là con gái của Tặng Lĩnh Nghị Chính Lý Hậu Triết (贈領議政 李後哲) và Kim phu nhân ở Kim Hải (金海金氏). Ông nội là Lý Tín Nguyên (李信瑄), ông ngoại là Kim Mai Nhất (金梅一).
Năm 1701, bà vào cung làm Cung nữ, gia thế không cao nên không thể tấn phong cao hơn. Về sau, bà vào hầu Diên Nhưng quân (延礽君). Năm 1719, bà sinh con trai cả là Kính Nghĩa quân Lý Hưng (sau chết sớm, được Anh Tổ truy thụy Hiếu Chương Thế tử, thời Chính Tổ truy tôn miếu hiệu Chân Tông). Cách năm bà hạ sinh hai con gái (Trưởng nữ Ông chúa Hòa Ức chết yểu và Ông chúa Hòa Thuận).
Năm 1721, Diên Nhưng quân được phong làm Vương Thế đệ (王世弟), bà được phong làm Chiêu huấn (昭訓). Tuy nhiên, không lâu sau bà qua đời do bị ngộ độc.
Khi Diên Nhưng quân lên ngôi năm 1724, tức Triều Tiên Anh Tổ, ông đã truy phong bà làm Chiêu viên (昭媛), hàm Chánh tứ phẩm. Năm sau (1725), con trai của Lý Chiêu viên quá cố là Kính Nghĩa quân Lý Hưng được sắc phong làm Vương Thế tử (王世子), đồng thời bà được truy phong lên thành Tĩnh tần (靖嬪), hàm Chánh nhất phẩm. Về sau, khi Triều Tiên Chính Tổ lên ngôi năm 1776, vì Chính Tổ đã bị đưa làm con thừa tự cho Hiếu Chương Thế tử, về lý ông đã là con trai trên danh nghĩa của Hiếu Chương Thế tử, cho nên ông đã truy tôn ngài Thế tử thành Chân Tông đại vương, bà Tĩnh tần cũng được dâng cung hiệu là Diên Hỗ Cung (延祜宮), viên hiệu Tuy Cát Viên (綏吉園) và thụy hiệu Ôn Hi Tĩnh tần (溫僖靖嬪).